# Csáki János (úszó)
Csáki János (Budapest, 1986. július 8. –) magyar úszó. 
A 2010-es úszó-Európa-bajnokságon 50 m-es hátúszásban 38. lett. A Jövő SC tagja. Edzője: Fehérvári Balázs. Nevelő edzője: Hauer Krisztián.